# 伊藤幹治
伊藤 幹治（いとう みきはる、1930年1月4日 - 2016年3月29日）は、日本の人類学者・民俗学者。国立民族学博物館名誉教授。

## 来歴
東京都出身。1953年國學院大學文学部文学科卒、1955年同大学院文学研究科修士課程修了。1975年「稲作儀礼の研究」で國學院大學より文学博士の学位を取得。1954年東京都立明正高等学校教諭、1956年國學院大学日本文化研究所研究員、1959-1960年琉球国際短期大学助教授、1966-1968年ハーヴァード大学燕京研究所客員研究員、1969年國學院大學文学部助教授、1974年国文学研究資料館教授、同6月国立民族学博物館教授。1988年退職、名誉教授、成城大学教授に就任。1991年同民俗学研究所所長。2000年成城大を退職。2016年3月29日、心不全のため死去。86歳没。叙従五位、瑞宝小綬章追贈。
柳田國男研究を中心に、古代からの日本の宗教や生活習慣などに関する著書がある。『柳田國男全集』（筑摩書房）の編集委員を務めた。

## 受賞歴
- 1964年 第1回渋沢敬三賞受賞[2]。
- 2008年 第18回南方熊楠賞受賞[5]。

## 主な著作

### 単著
- 『稲作儀礼の研究 日琉同祖論の研究』（而立書房、1974年）
- 『柳田国男 学問と視点』（潮出版社・潮選書、1975年）
- 『沖縄の宗教人類学』（弘文堂、1980年）
- 『家族国家観の人類学  歴史と日本人』（ミネルヴァ書房、1982年）
- 『宴と日本文化　比較民俗学的アプローチ』（中央公論社・中公新書、1984年）
- 『宗教と社会構造』（弘文堂、1988年）
- 『贈与交換の人類学』（筑摩書房、1995年）
- 『柳田國男と文化ナショナリズム』（岩波書店、2002年）
- 『日本人の人類学的自画像 柳田國男と日本文化論再考』（筑摩書房、2006年）
- 『柳田國男と梅棹忠夫　自前の学問を求めて』（岩波書店、2011年）
- 『贈答の日本文化』（筑摩書房・筑摩選書、2011年）

### 共著
- 『宴』 渡辺欣雄共著、弘文堂・ふおるく叢書、1975年
- 『日本民俗文化大系<11>　「内藤湖南 日本文化論」森鹿三／「宇野圓空 稲作と信仰」伊藤幹治』講談社 1978年

### 共編・編
- 『シンポジウム　柳田国男』神島二郎共編、日本放送出版協会 1973年
- 『柳田國男の世界』米山俊直との共編、放送ライブラリー・日本放送出版協会、1976年
- 『講座日本の古代信仰 第3巻 呪ないと祭り』（編 学生社 1980年）
- 『日本人の贈答』（栗田靖之との共編、ミネルヴァ書房、1984年）
- 『文化人類学的アプローチ』（米山俊直との共編、ミネルヴァ書房、1988年）